# Horizontální buňka

Struktura neuronové vrstvy sítnice. Horizontální buňka (H) je vyznačena zeleně.

Horizontální buňka je neuronová buňka nacházející se v sítnici oka. Horizontální buňky vysílají neurity napříč vnitřní plexiformní vrstvou sítnice a tvoří tak laterální spoje mezi fotoreceptory (tyčinky a čípky) a bipolárními buňkami sítnice. Hrají důležitou roli při zpracování světelného signálu v rámci zrakové dráhy na úrovni sítnice.

## Zapojení
Horizontální buňky jsou stejně jako fotoreceptory, bipolární buňky a většina amakrinních buněk neschopny generovat akční potenciály a na podnět reagují graduálními změnami jejich membránového potenciálu. Horizontální buňky jsou lokalizovány ve vnitřní plexiformní vrstvě, kde propájejí fotoreceptory s bipolárními buňkami.

Retinální gangliová buňka generuje vysokou frekvenci akčních potenciálů jako reakce na rozdíl osvětlení v rámci jejího receptivního pole.

## Funkce
Horizontální buňky působí výhradně inhibičně - podílejí se na organizaci receptivních polí bipolárních a gangliových buněk. Jako receptivní pole buňky se označuje oblast sítnice, která při stimulaci světlem způsobí změnu v jejím membránovém potenciálu.
Nejhojněji zastoupené jsou receptivní pole typu "center-surround" (střed-okolí). Toto uspořádání způsobuje, že gangliová buňka bude generovat akční potenciály s nejvyšší frekvencí, když bude převládat rozdíl v osvětlení mezi středem jejího receptivního pole a jeho okrajem. Tento efekt je způsoben tím, že fotoreceptory, které se nacházejí v okrajové oblasti recepčního pole, jsou na bipolární buňku napojeny nepřímo, přes horizontální buňku. Receptory v středové oblasti recepčního pole naopak posílají signál přímo na bipolární buňku. Tato laterální inhibice napomáhá vnímání rozdílů v lokálním osvětlení a významně se podílí na schopnosti rozeznávat kontrast.

## Typy a vlastnosti
Existují dvě třídy horizontálních buněk v sítnici obratlovců. Typ L (zkratka pro "luminosity") reaguje na celou škálu viditelného světla stupňovanou hyperpolarizací membrány. Typ C (zkratka pro "chromaticity") odpovídá na světelný podnět hyperpolarizací nebo depolarizací v závislosti na vlnové délce daného stimulu, v závislosti na tom na jaký typ fotoreceptorů jsou napojené. Savci mají horizontální buňky jenom typu L.
Důležitá vlastnost horizontálních buněk je způsob propojení mezi jednotlivými buňkami stejného typu. Pomocí mezerových spojů tvoří soubuní, v důsledku čeho je receptivní pole jednotlivé horizontální buňky větší, než jenom plocha, na kterou dosáhne pomocí svých neuritů.